# Nothing in My Way
"Nothing In My Way" је песма коју изводи енглески алтернативни рок бенд Кин и трећа је нумера на њиговом другом албуму, Under the Iron Sea. Сингл је издат као четврти са албума, 30. октобра 2006. године.
Издање овог сингла је значајно зато што је прво икада комерцијално музичко издање у USB формату. Било је ограничено на 1500 копија.

## Списак песама
- ЦД

1. Део песме
2. Део песме

- меморија
  -  (аудио)
  -  (видео)
  - Три скринсејвера: анимације са цевима од Корина Хардија
  - Веза ка посебној страни на веб-сајту где може да се види алтернативна верзија песме "Nothing In My Way" (укључујући и такмичење у коме је награда посета бенду у САД следеће године)

## Композиција и снимање
Песму је компоновао Тим Рајс-Оксли 2004. године.
Прво је пуштена на Rolling Stone Roadshow у Немачкој, заједно са "Hamburg Song" 20. октобра 2004. године. Од 2004. до краја 2005. године песма се звала "Nothing In Your Way", али је текст песме био скоро исти (завршни део се променио, а реч "lie" на почетку је замњењна са "laugh").
Снимљена је у Heliosentric Studios у граду Рај, Источни Сасекс и у The Magic Shop у Њујорку крајем 2005. године.

## Музичка структура
| 4:00 | 86 | C#6(+.20) | 4/4, 16b | бас, клавир, бубњеви, синтисајзер, вокали | клавирски рок |  |

## Б-стране
је првобитно била на албуму Under the Iron Sea али је касније уклоњена. Tyderian је други инструментал Кина, после "The Iron Sea". Има необични денс ритам музике хаус стила, који се не виђа често на другим материјалима Кина.

## Музички спот
Музички спот за "Nothing In My Way" је снимак живог извођења на ULU којег је режирао Дик Карадерс, а продуцирао Кит Хокинс за White House Pictures.

## Успеси на листама
| Место | 93 | 19 | 53 | 76 | 69 |  |  |  |  |  |  |  |  |  |  |

| Место | 39 |  |  |  |  |  |  |  |  |  |  |  |  |  |  |